# Sebastián Enrique Domínguez
Sebastián Enrique Domínguez (n. Buenos Aires, Argentina, 29 de julio de 1980) es un exfutbolista y entrenador argentino que jugaba de defensor central.

## Trayectoria

### Como jugador

#### Newell's Old Boys
En 1999 debutó en Newell's Old Boys de Argentina. En 2001 tuvo un breve paso por Talleres de Córdoba junto con Maxi Rodríguez, pero no llegaron a jugar profesionalmente con el equipo. En el segundo semestre de 2004 y como capitán del equipo, obtuvo su primer campeonato de la mano de Américo Gallego: el Torneo Apertura 2004.

#### Corinthians
Continuó en Newell's Old Boys hasta el año 2005 cuando pasó al Corinthians de Brasil, junto con Carlos Tévez de Boca Juniors y Javier Mascherano de River Plate.Allí se consagró campeón del Campeonato Brasileño de Fútbol del año 2005. Permaneció dos años hasta su regreso a Argentina, luego de que asumiera como entrenador Emerson Leão.

#### Estudiantes de La Plata
En el año 2007 retornó a Argentina para sumarse al plantel de Estudiantes de La Plata a préstamo por un año, para a fines de dicho año ser transferido al Club América de México, luego de que este adquiriera el 100% de su pase.

#### América de México
En diciembre de 2007, es transferido al Club América de México.En primera instancia había surgido la posibilidad de ser cedido al River Plate de Diego Simeone, pero el dueño de su pase, Kia Joorabchian, estaba interesado solo en ventas y no en préstamos.Con su nuevo equipo obtuvo la InterLiga de 2008. En el Torneo Clausura 2008 sufrió una lesión que lo dejó mucho tiempo fuera de las canchas mientras que el club caía al último lugar general por primera vez en su historia.

#### Vélez Sarsfield
En enero de 2009, Domínguez es transferido a Vélez Sarsfield, por el cual compran el 60% del pase.Participó en los 19 partidos de su primer torneo en el club, ayudándolo a obtener el Clausura 2009.También fue un habitual junto a Fernando Ortiz como defensa central en la campaña ganadora del Clausura 2011 (jugó 16 partidos),así como en la campaña semifinalista de la Copa Libertadores 2011 del equipo (jugó los 12 partidos y marcó un gol). Además, ayudó al equipo a ganar el Torneo Inicial 2012, siendo titular en 18 partidos y anotando dos goles.
En 2013, el zaguero obtuvo dos títulos más con Vélez: la Superfinal 2012-13 (derrotando a su ex equipo Newell's Old Boys) y la Supercopa Argentina 2013 (derrotando a Arsenal de Sarandí), en las cuales fue titular con su equipo. Durante ese año, Domínguez también jugó su partido oficial número 200 con el club en el empate 1-1 con All Boys.

#### Estudiantes de La Plata
En enero de 2015 la dirigencia de Vélez le rescinde el contrato por ser de los más elevados del plantel, con el objetivo de realizar el «campeonato económico». En consecuencia, se produce su regreso a Estudiantes, donde lleva el dorsal número 23.Su primer gol lo anotó ante River en condición de local, y selló el 2-1 definitivo a favor del Pincha.

#### Newell's Old Boys
En enero de 2016 se produce su vuelta a Newell's Old Boys después de 12 años.Luego de una temporada, se retiró del fútbol profesional en junio de 2017.

### Como entrenador
En noviembre de 2021, dio sus primeros pasos como entrenador y se sumó al cuerpo técnico de Hernán Crespo en el Al-Duhail.Después de un año y medio en Catar, decidió dejar de mutuo acuerdo su cargo como asistente técnico.

#### Tigre
El 5 de abril de 2024, fue confirmado como entrenador de Tigre firmando un contrato por 12 meses.Durante su estadía, se vio beneficiado por la quita de los descensos que le permitieron al equipo mantener la categoría al final de la temporada.El 2 de enero de 2025, el club anunció su salida del cargo.

#### Vélez Sarsfield
El 6 de enero de 2025, fue anunciado como técnico de Vélez Sarsfield.Sin embargo, el 2 de marzo, presentó su renuncia al cargo después de un mal comienzo en la temporada, no cumpliendo ni dos meses al frente del cargo.

## Selección nacional
Su debut se produjo el 5 de septiembre de 2009 en el clásico sudamericano contra Brasil, siendo titular en la derrota 1:3 en el Gigante de Arroyito de Rosario, cuatro días después volvería a ser titular esta vez contra Paraguay en Asunción.En el 2012, fue convocado regularmente durante las eliminatorias del Mundial de Brasil 2014.

## Estadísticas

### Como jugador
| Club                              | Div                 | Temporada           | Liga  | Liga  | Copa Nac. | Copa Nac. | Copa Inter. | Copa Inter. | Total | Total |
| Club                              | Div                 | Temporada           | Part. | Goles | Part.     | Goles     | Part.       | Goles       | Part. | Goles |
| --------------------------------- | ------------------- | ------------------- | ----- | ----- | --------- | --------- | ----------- | ----------- | ----- | ----- |
| Newell's Old Boys Argentina       | 1.ª                 | 1998/99             | 2     | -     | -         | -         | -           | -           | 2     | 0     |
| Newell's Old Boys Argentina       | 1.ª                 | 1999/00             | 2     | -     | -         | -         | -           | -           | 2     | 0     |
| Newell's Old Boys Argentina       | 1.ª                 | 2000/01             | 0     | 0     | -         | -         | -           | -           | 0     | 0     |
| Newell's Old Boys Argentina       | 1.ª                 | 2001/02             | 13    | 0     | -         | -         | -           | -           | 13    | 0     |
| Newell's Old Boys Argentina       | 1.ª                 | 2002/03             | 29    | 2     | -         | -         | -           | -           | 29    | 2     |
| Newell's Old Boys Argentina       | 1.ª                 | 2003/04             | 15    | 0     | -         | -         | -           | -           | 15    | 0     |
| Newell's Old Boys Argentina       | 1.ª                 | 2004/05             | 18    | 0     | -         | -         | -           | -           | 18    | 0     |
| Newell's Old Boys Argentina       | 1.ª                 | 2016                | 10    | 0     | 2         | 0         | -           | -           | 12    | 0     |
| Newell's Old Boys Argentina       | 1.ª                 | 2016/17             | 18    | 0     | 1         | 1         | -           | -           | 19    | 1     |
| Newell's Old Boys Argentina       | Total               | Total               | 107   | 2     | 3         | 1         | -           | -           | 110   | 3     |
| Corinthians · Brasil              | 1ª                  | 2005                | 30    | 1     | -         | -         | 1           | 0           | 31    | 1     |
| Corinthians · Brasil              | 1ª                  | 2006                | 25    | 0     | -         | -         | 2           | 0           | 27    | 0     |
| Corinthians · Brasil              | Total               | Total               | 55    | 1     | -         | -         | 3           | 0           | 58    | 1     |
| Estudiantes de la Plata Argentina | 1.ª                 | 2006/07             | 13    | 0     | -         | -         | -           | -           | 13    | 0     |
| Estudiantes de la Plata Argentina | 1.ª                 | 2007/08             | 16    | 1     | -         | -         | 1           | 0           | 17    | 1     |
| Estudiantes de la Plata Argentina | 1.ª                 | 2015                | 18    | 1     | 2         | -         | 5           | -           | 25    | 1     |
| Estudiantes de la Plata Argentina | Total               | Total               | 47    | 2     | 2         | 0         | 6           | 0           | 55    | 2     |
| América · México                  | 1.ª                 | 2007/08             | 24    | 1     | -         | -         | 7           | 1           | 31    | 2     |
| América · México                  | Total               | Total               | 24    | 1     | -         | -         | 7           | 1           | 31    | 2     |
| Vélez Sarsfield Argentina         | 1.ª                 | 2008/09             | 19    | 1     | -         | -         | -           | -           | 19    | 1     |
| Vélez Sarsfield Argentina         | 1.ª                 | 2009/10             | 22    | 0     | -         | -         | 14          | 0           | 36    | 0     |
| Vélez Sarsfield Argentina         | 1.ª                 | 2010/11             | 35    | 1     | -         | -         | 14          | 1           | 49    | 2     |
| Vélez Sarsfield Argentina         | 1.ª                 | 2011/12             | 32    | 1     | -         | -         | 18          | 1           | 50    | 2     |
| Vélez Sarsfield Argentina         | 1.ª                 | 2012/13             | 33    | 2     | 1         | 0         | 11          | 1           | 42    | 3     |
| Vélez Sarsfield Argentina         | 1.ª                 | 2013/14             | 24    | 0     | 1         | 0         | 7           | 0           | 32    | 0     |
| Vélez Sarsfield Argentina         | Total               | Total               | 202   | 5     | 2         | 0         | 64          | 3           | 268   | 8     |
| Total en su carrera               | Total en su carrera | Total en su carrera | 426   | 11    | 7         | 1         | 80          | 4           | 522   | 16    |

### Como ayudante de campo
| Club         | País  | Año       |
| ------------ | ----- | --------- |
| Al-Duhail SC | Catar | 2022-2023 |

### Como entrenador
| Equipo                    | Div.                | Temporada           | Liga  | Liga | Liga | Liga | Liga |       | Copa | Copa | Copa | Copa  |   | Internacional | Internacional | Internacional | Internacional | Internacional |   | Otros | Otros | Otros | Otros |    | Totales | Totales     | Totales | Totales | Totales | Totales | Totales | Totales | Totales |
| Equipo                    | Div.                | Temporada           | Part. | G    | E    | P    | Pos. | Part. | G    | E    | P    | Part. | G | E             | P             | Pos.          | Part.         | G             | E | P     | Part. | G     | E     | P  | Puntos  | Rendimiento | GF      | GC      | Dif.    |         |         |         |         |
| ------------------------- | ------------------- | ------------------- | ----- | ---- | ---- | ---- | ---- | ----- | ---- | ---- | ---- | ----- | - | ------------- | ------------- | ------------- | ------------- | ------------- | - | ----- | ----- | ----- | ----- | -- | ------- | ----------- | ------- | ------- | ------- | ------- | ------- | ------- | ------- |
| Tigre Argentina           | 1.ª                 | 2024                | 27    | 8    | 10   | 9    | 18.º | 3     | 0    | 1    | 2    | -     | - | -             | -             | -             | -             | -             | - | -     | 30    | 8     | 11    | 11 | 35/90   | 38.89%      | 29      | 35      | -6      |         |         |         |         |
| Tigre Argentina           | Total               | Total               | 27    | 8    | 10   | 9    | -    | 3     | 0    | 1    | 2    | -     | - | -             | -             | -             | -             | -             | - | -     | 30    | 8     | 11    | 11 | 35/90   | 38.89%      | 29      | 35      | -6      |         |         |         |         |
| Vélez Sarsfield Argentina | 1.ª                 | 2025                | 8     | 0    | 2    | 6    | Inc. | 1     | 1    | 0    | 0    | -     | - | -             | -             | -             | -             | -             | - | -     | 9     | 1     | 2     | 6  | 5/27    | 18.52%      | 1       | 13      | -12     |         |         |         |         |
| Vélez Sarsfield Argentina | Total               | Total               | 7     | 0    | 2    | 5    | -    | 1     | 1    | 0    | 0    | -     | - | -             | -             | -             | -             | -             | - | -     | 9     | 1     | 2     | 6  | 5/27    | 18.52%      | 1       | 13      | -12     |         |         |         |         |
| Total en su carrera       | Total en su carrera | Total en su carrera | 35    | 8    | 12   | 15   | -    | 4     | 1    | 1    | 2    | -     | - | -             | -             | -             | -             | -             | - | -     | 39    | 9     | 13    | 17 | 40/117  | 34.19%      | 30      | 48      | -18     |         |         |         |         |
| 1.                        |                     |                     |       |      |      |      |      |       |      |      |      |       |   |               |               |               |               |               |   |       |       |       |       |    |         |             |         |         |         |         |         |         |         |

#### Resumen por competencias
| Torneo                        | Estadísticas | Estadísticas | Estadísticas | Estadísticas | Estadísticas | Estadísticas | Estadísticas | Estadísticas | Estadísticas    |
| Torneo                        | PJ           | G            | E            | P            | GF           | GC           | DG           | Rendimiento  | Mejor Resultado |
| ----------------------------- | ------------ | ------------ | ------------ | ------------ | ------------ | ------------ | ------------ | ------------ | --------------- |
| Primera División de Argentina | 35           | 8            | 12           | 15           | 27           | 43           | -16          | 34.29%       | 18.º lugar      |
| Copa Argentina                | 2            | 1            | 1            | 0            | 2            | 1            | +1           | 66.67%       | Primera ronda   |
| Copa de la Liga Profesional   | 2            | 0            | 0            | 2            | 1            | 4            | -3           | 0%           | Fase de grupos  |
| TOTAL                         | 39           | 9            | 13           | 17           | 30           | 48           | -18          | 34.19%       | Sin títulos     |

## Palmarés

### Como jugador

#### Campeonatos nacionales
| Título              | Club              | País      | Año     |
| ------------------- | ----------------- | --------- | ------- |
| Primera División    | Newell's Old Boys | Argentina | A-2004  |
| Brasileirão         | Corinthians       | Brasil    | 2005    |
| Torneo Interliga    | Club América      | México    | 2008    |
| Primera División    | Vélez Sarsfield   | Argentina | C-2009  |
| Primera División    | Vélez Sarsfield   | Argentina | C-2011  |
| Primera División    | Vélez Sarsfield   | Argentina | I-2012  |
| Primera División    | Vélez Sarsfield   | Argentina | 2012/13 |
| Supercopa Argentina | Vélez Sarsfield   | Argentina | 2013    |

### Como ayudante de campo

#### Campeonatos nacionales
| Título                         | Club         | País  | Año     |
| ------------------------------ | ------------ | ----- | ------- |
| Copa de las Estrellas de Catar | Al-Duhail SC | Catar | 2023    |
| Copa Príncipe de la Corona     | Al-Duhail SC | Catar | 2023    |
| Liga de fútbol                 | Al-Duhail SC | Catar | 2022-23 |